# Composé bioactif
Un composé bioactif est une molécule (ou ensemble de molécules) issue du vivant pouvant avoir des propriétés bénéfiques sur la santé. Les composés bioactifs peuvent avoir une origine animale (comme la lactoferrine issue du lait), végétale (comme l'acide chlorogénique que l'on trouve dans le café ou la pomme de terre), ou être issus de micro-organismes. Les effets bénéfiques peuvent aller de l'aide à la perte de poids (comme la phaséolamine, un inhibiteur d'alpha-amylase) à la lutte contre les maladies (comme les catéchines, qui peuvent aider à prévenir les maladies inflammatoires et coronariennes).
Les propriétés bénéfiques des composés bioactifs leur offrent un large champ d'application : dans la nutrition animale ou humaine, comme compléments alimentaires, dans les cosmétiques ou plus directement ils peuvent former les principes actifs dans la composition de préparations pharmaceutiques. Leurs effets sur la santé sont toutefois généralement trop faibles pour leur valoir le titre de médicament, ils sont bien plus utilisés en prévention (prophylaxie) plutôt qu'en cure. Ils peuvent néanmoins présenter un intérêt comme thérapie complémentaire dans le traitement de certaines affections.

## Origine
Bien que les composés bioactifs puissent provenir de toutes les branches du vivant, la recherche se concentre plutôt sur les composés issus de micro-organismes, et dans une moindre mesure de végétaux. On dénombrait en 2005 environ 23 000 produits naturels bioactifs.
Certains composés bioactifs sont reproductibles en laboratoire par synthèse totale, mais cette synthèse étant souvent coûteuse en temps et énergie, ils sont généralement extraits directement du vivant.

## Effets
Les effets des bioactifs sont très divers et dépendent de la molécule considérée. On répertorie notamment des propriétés antivirales, antifongiques, antimicrobiennes, anti-tumorales, antioxydantes, anxiolytiques, cicatrisantes...
Contrairement aux biomolécules et aux nutriments, les composés bioactifs ne sont pas essentiels au fonctionnement de l'organisme. On réserve généralement le terme "bioactif" pour les composés dont l'effet sur la santé est globalement positif, mais certains composés peuvent présenter des effets secondaires, notamment en cas de surdosage ou lorsqu'ils ne sont pas ingérés purs. Par exemple, la catéchine du thé présente une activité anti-inflammatoire, mais les polyphénols également présents se lient au fer et peuvent contribuer à une anémie.

## Marketing
Les substances bioactives ne sont pas soumises à la réglementation s'appliquant aux médicaments, et leur origine naturelle empêche généralement le dépôt de brevets. Ce vide juridique conduit à un marketing intense, les différents vendeurs de bioactifs revendiquant bien souvent pour leur  produit (ou leur procédé de production) des effets largement exagérés sur la santé. Ainsi, la coenzyme Q10 ne présente d'effet notable étudié que sur l'hypertension, les autres études faites n'étant pas concluantes tant l'effet mesuré est faible (si effet il y a). Elle est néanmoins vendue comme complément alimentaire contre la fatigue, ou intégrée à des cosmétiques comme antioxydant. 